# Сазхаломбата
Сазхаломбата, у говору месних Срба Бата (мађ. Százhalombatta) град је у Мађарској. Сазхаломбата је значајан град у оквиру жупаније Пешта, а истовремено и важно предграђе престонице државе, Будимпеште.
Сазхаломбата има 18.226 становника према подацима из 2009. године.
Сазхаломбата или Бата је једно од насеља у Мађарској са старом и данас живом заједницом Срба.

## Географија
Град Сазхаломбата се налази у средишњем делу Мађарске. Од престонице Будимпеште град је удаљен 30 km јужно. Град се налази у средишњем делу Панонске низије, на левој обали Дунава. Надморска висина насеља је око 100 m.

## Становништво
По процени из 2017. у граду је живело 18.378 становника.
| 1990.  | 2001.  | 2011.  | 2017.  |
| ------ | ------ | ------ | ------ |
| 18.290 | 18.311 | 17.549 | 18.378 |

## Срби у Бати
Бата је насељена Србима наводно 1699. године за време аустријског цара Леополда I. Сачуван је у архиви манастира Врдник, декрет цара Леополда за село Бату.
Православна црква посвећена празнику Рођењу Богородице или Малој Госпојини постоји у месту. Првобитни храм у виду брвнаре грађен је око 1720. године. Садашња једноставна црква зидана је 1750. године, а и иконостас је осликан у то време. Храм је почетком 20. века у добром стању. Постоји и српско православно гробље, са најстаријим спомеником из 1800. године. Православно парохијско звање је основано 1750. године. Помиње се 1826. године као парох поп Давид Ковачевић.
Берићеву књигу о животу Господа Исуса Христа, набавили су и неки читаоци у Бати 1831. године. Били су то: учитељ, Лазар Милић црквени тутор, Јосиф Станиша калфа ћурчијски и један ученик у Сомбору. Међу пренумерантима се нашао и Мојсеј Живојнов молер родом из банатске Иланџе. Биће да је овај ту био послом својим у цркви, али о томе се ништа не зна.
По државном шематизму православног клира у Угарској, из 1846. године, у Бати је православно парохијско звање је старије; основано и матрикуле се воде од 1702. године. Број православних житеља у месту износи тада 328 душа. Месној парохији припадају као парохијске филијале: Ершени, Керестур, Фелчут, Мани, Хансабег и Тетени. Парох је поп Аркадије Станковић, капелан Павле Сибински, ђакон Светозар Марјановић био и школски директор.
Српска општина у Бати је 1745. године издвајала годишње 15 ф. за издржавање српске школе. Вуков календар "Даница" узео је 1827. године учитељ Јован Бољарић у Бати. Прво су читали Видаковићеву "Зорицу" 1827. године, па књигу о пријатељству купили су 1829. године из Бате, парох поп Давид Ковачевић и учитељ Јован Бољарић. Лепу српску књигу набавили су 1832. године и читаоци у Бати: Јован Бољарић детонаставник и Лазар Милић земљеделац. у Бати су се читале 1833. године српске јуначке песме са југа. Претплатници су били Јован Бољарић учитељ и Стефан Гудовић месни школски директор. Пренумерант Стаматовићеве књиге био је 1834. године, једини у Бати - Аркадије Станковић парох (то и 1837). Познато популарно дело Стеријино купио је 1838. године у Бати, само парох Аркадије Станковић. Поп Тимотије Михаљчић је извесно време био капелан у Бати. Помагао је тамошњем старом попи Аркадију Станковићу.
Милић Младен из Бате је 1853. године завршио трећи разред Карловачке гимназије.
Епископ Будимски је посетио Бату о његовог црквеној слави Малој Госпојини 1904. године. Приспео је локалном лађом на тамошњу паробродску станицу. После 106 година ступио је опет на батинско тло српски владика. Након архијерејске литургије литија је ишла са бројним народом, до "крста", удаљеног неколико минута од храма.
Године 1905. Сазхаломбата је велика општина, у Адоњском срезу, Београдске жупаније. Ту живи 1294 становника у 252 дома. Доминирају Мађари, а Срба је дупло мање; има их 411 православних душа (32%) са 100 кућа. Од српских јавних здања помињу се православна црква и народна школа. Насеље је добро повезано са светом; поред ПТТ комункације ту је и жељезничка станица. српска црквена општина је почетком 20. века у месту. Њој припадају и две парохијске филијале, Ерчин и Бичке. Црквена скупштина је редовна под председништвом Павла Милована. Црквено-општински посед је износио 55 кј. земље. Православна парохија је најниже шесте платежне класе, има парохијски дом а парохијска сесија износи 34 кј. земље. Парох је тада поп Јован Бешлић, а служи ту две године.
Јован Бољарић је 1831. године био батаски учитељ, и пренумерант поменуте Берићеве књиге. Године 1846. био је Лазар Милић Рурикола учитељ и ђакон, а број ученика износио 14. Сомборски учитељски течај је завршио 1866. године Чедомир Бошњаковић родом из Бате, а 1898. године његовим стопама је ишао Ђорђе Петровић.
Општина у Бати је дуговала 1867. године за Школски фонд, 267 ф. Мада постоји обавеза да свако место за учитеље уплаћује од 1813. године, годишње по 21 ф. 20 новчића. Године 1896. се констатује да је тамошња школа по закону уређена. Ту је учитељска плата по закону устројена тек 1895. године. Школа батска је 1905. године српска вероисповедна, има једно школско здање грађено 1855. године. Учитељица је Вукосава Гајић родом из Сомбора, стално намештена (1899-1907). Школски управитељ је парох Јован Бешлић, а старатељ Јеврем Радула. Редовну наставу пратило је у то време 64 ђака, а у недељну школу ишло још 10 ученика старијег узраста.
На почетку 21. века постоји реновирана српска православна црква у Бати. Налази се у старом језгру тог града, грађена у "скромнијој варијанти барокног стила". Иконостас је изгледа био рађен за неку цркву већих димензија. Српско гробље је мањи део општег градског гробља. Сачувано је 167 старих камених и бетонских српских споменика.